# 벙어리 목격자
벙어리 목격자는 영국의 소설가 애거사 크리스티의 장편 소설이다.

## 줄거리
부유한 독신 여성 에밀리 아룬델이 어느 밤 어두운 계단에서 고무공을 밟고 미끄러져 크게 다친다. 집안사람들은 모두 이를 장난꾸러기 개의 짓으로 웃어넘기지만, 점점 그녀는 친척들 누군가가 자신의 재산을 노리고 저지른 일이라 확신을 갖는다. 에밀리는 에르퀼 푸아로에게 편지로 도움을 요청하지만 푸아로에게 그 편지가 도착한 것은 3개월 후이고, 그때 에밀리는 죽어있었다. TV 드라마, 라디오 드라마로도 만들어진 이 작품에서는 사고로 판명될 뻔했던 살인 사건을 밝혀내는 푸아로의 놀라운 추리가 펼쳐진다!

## 평가
에르퀼 푸아로의 빛나는 성취중 하나.— 글래스고 해럴드

애거서 크리스티는 독자들의 관심을 이 단서에서 저 단서로, 이 착각에서 저 착각으로 계속 끌고 다니며 마지막에는 놀라울 정도로 큰 한방을 날린다.— 뉴욕 타임즈